# 洛克纳诉纽约州案
洛克纳诉纽约州案（Lochner v. New York, 198 U.S. 45, 1905）是美国最高法院标志性判决，该判决认定纽约州一项规定烘焙师工作时间上限的法律违反了烘焙师根据《美国宪法第十四修正案》享有的自由契约权。这一决定已实质上被推翻。
案件的起因可以追溯到1899年，当时德国移民约瑟夫·洛克纳在纽约州尤蒂卡拥有一家面包店，他因违反1895年《烘焙店法》受到指控。该法规定，纽约的烘焙店不得雇佣烘焙师工作超过每天10小时或每周60小时。他被定罪，最终上诉到美国最高法院。最高法院五位法官认为该法律违反了正当程序条款，称该法构成对个人契约自由的“无理、不必要且武断的干涉”。四位法官持不同意见，其中小奥利弗·温德尔·霍姆斯大法官的反对意见尤其著名，成为美国历史上最有影响力的意见之一。
洛克纳案是最高法院历史上最具争议的判决之一，并因此诞生了所谓的洛克纳时代。在此期间，最高法院作出了一系列判决，取缔了在进步时代和大萧条期间试图规范工作条件的联邦和州法律。该时期因西海岸旅館公司訴帕里什案于1937年结束，最高法院在该案中支持了华盛顿州制定的最低工资法的合宪性。

## 背景
纽约州1895年《烘焙店法》规定，烘焙店雇佣员工每天工作时间不得超过10小时，每周不得超过60小时。1899年，纽约当局以允许一名员工每周工作超过60小时为由起诉约瑟夫·洛克纳。洛克纳是一名德国移民，在纽约州尤蒂卡拥有一家面包店。与其他烘焙店采用早晚两班制不同，洛克纳的烘焙店只雇佣一组烘焙师。烘焙师们晚上到店准备面团，在店内宿舍睡几个小时，清晨起来烘焙面包。洛克纳将烘焙师们在宿舍睡觉的时间计入工作时间并支付工资。
洛克纳的律师在审判中辩称，自由契约权是实质正当程序所涵盖的权利之一。洛克纳的案子由亨利·魏斯曼（Henry Weismann）辩护，魏斯曼曾是《烘焙店法》的主要倡导者之一。魏斯曼在其简报中谴责了在国家警察权的幌子下取消个人宝贵自由的想法。他否认了纽约州关于《烘焙店法》是必要的健康措施的论点，声称现代的烘焙店环境良好。魏斯曼的简报还附有统计数据，显示烘焙师的死亡率与白领专业人员相当。
魏斯曼的论点未获成功。审判法院认定洛克纳有罪，并罚款50美元（相当于2023年的1,831美元）。洛克纳上诉到纽约州最高法院上诉部门，结果被维持原判，然后他又上诉到纽约州上诉法院，同样被维持原判。最终他上诉到美国最高法院。

## 最高法院判决
1905年4月17日，最高法院以5比4的判决支持洛克纳，裁定纽约州《烘焙店法》规定的烘焙师工作时间上限违宪。

### 法院意见
五位大法官组成了多数意见，并加入了由大法官鲁弗斯·佩克汉姆撰写的意见书。
法院首先探讨了第十四修正案的保护是否适用于契约自由的问题。引用其1897年在阿尔杰尔诉路易斯安那州案中的裁决，即基于违反进行贸易或职业的契约自由为由，推翻了路易斯安那州禁止从其他州的公司购买航运保险的法律，法院认为契约自由是受第十四修正案正当程序条款中“生命、自由和财产”保护的一项基本权利。
“一般而言，与其业务相关的契约自由是个人在第十四修正案下受保护的自由的一部分。根据这一规定，任何州不得在没有正当程序的情况下剥夺任何人的生命、自由或财产。购买或出售劳动的权利是受该修正案保护的自由的一部分，除非存在排除这种权利的情况。”——洛克纳案，198 U.S. 53（引用省略）。
法院解释说，所谓的“排除这种权利的情况”是指各州在“警察权”下通过的法律——美国州政府固有的权力，可以通过法律管理“健康、安全和道德”。法院表示，由于正当程序条款保护契约自由，州法只有在合法行使警察权时才能干涉这一权利。为了保障这种自由，法院认为，美国法院必须仔细审查州法规，例如纽约的烘焙店法，以确保它们确实服务于有效的警察权目的。
将这些法律原则应用于案件的事实，法院首先确定烘焙师的工作并不危险到需要特殊的政府保护。法院区分了纽约的烘焙师法律和在1898年霍尔顿诉哈代案中法院维持对矿工的法律，称与采矿不同，烘焙不是一种特别危险的活动。法院还确定《烘焙店法》与公共健康无关。认为纽约州立法机构不可能是出于健康原因制定这项法律，法院得出结论认为该法实际上是一部“劳动法”，不能在警察权下得到合理解释。
“面包是否干净和健康，不取决于烘焙师每天工作10小时还是每周60小时。……该[烘焙店]法，在任何公平意义上，都不是一部健康法，而是对雇主和雇员在契约劳动方面的权利非法干涉。”——洛克纳案，198 U.S. 57, 61。
法院最后认为，纽约未能证明《烘焙店法》的工作时间上限规定与公共健康有任何密切关系。法院表示，如果得出相反结论，各州将对公民的生活拥有无限权力。
“也有人主张……国家有利益让其人口强壮和健壮，因此任何可以说有助于使人们健康的立法都必须作为健康法有效……几乎任何法律都可以在这种假设下找到庇护，行为（真正意义上的）以及契约都会受到立法机关的限制。雇主和雇员的工作时间都可以被规范，医生、律师、科学家、所有专业人士，甚至运动员和工匠都可以被禁止长时间锻炼他们的大脑和身体，以免削弱国家的战斗力。”——洛克纳案，198 U.S. 60–61。
最后，法院表示，所谓的为了警察权目的制定的州法律，实际上往往是为了重新分配财富或帮助某一群体而以牺牲他人为代价的。
“我们无法忽视许多此类法律的事实，虽然声称是为了保护公共健康或福利而在警察权下通过的，但实际上是出于其他动机。”——洛克纳案，198 U.S. 64。
在确定《烘焙店法》与公共健康无关且烘焙行业并不特别危险后，法院得出结论认为“警察权的界限在本案中已被突破”，并认定该法违反第十四修正案正当程序条款。

### 反对意见

#### 哈伦
首席大法官约翰·马歇尔·哈伦撰写了洛克纳案的第一个不同意见书。哈伦大法官的意见得到了大法官爱德华·道格拉斯·怀特和威廉·R·戴的支持。
哈伦主张，合同自由受到国家在行使其警察权范围内所施加的监管。对于确定这种法规是否违宪，他提出了以下规则：
法院对涉及公共福利的立法行动进行审查的权力仅存在于“当立法机关所做的事情符合以下规则时：如果一项据称是为了保护公共健康、公共道德或公共安全而制定的法规，与这些目标没有真实或实质性的关系，或者是明显、明显地侵犯了基本法所保障的权利。”
哈伦认为，证明这种法规违宪的责任应由提出这种主张的一方承担。
哈伦还争辩说，法院没有充分重视州政府认为该法律是一项有效的健康措施、涉及正当州利益的论点。他认为，“显然，这项法规是为了保护在面包房和糖果店工作的人的身体健康而制定的。”对于多数派认为面包师的职业不是一个不健康的职业，哈伦引用了大量学术研究，描述了面包师面临的呼吸系统疾病和其他风险。他认为，最高法院应该尊重纽约州议会的判断，即长时间工作威胁到面包店员工的健康：“如果立法机关要实现的目标是其权力所及的目标，如果为实现该目标所采用的方法，虽然不是最明智或最好的，但尚未明显和显著地违反法律，那么法院不能干预。”

#### 霍姆斯
大法官奥利弗·温德尔·霍姆斯也不同意法院的决定，他的三段不同意见书成为美国最高法院历史上最著名的意见之一。霍姆斯一开始就指责多数派根据放任自由经济学理论而不是法律原则来裁定洛克纳案。
“这个案件是根据一种大部分国家不赞同的经济理论来裁决的。如果这是一个我是否同意这种理论的问题，我会希望在做出决定之前进一步研究并思考很长时间。但我不认为这是我的职责，因为我坚信我的同意或不同意与多数派在法律中体现其意见的权利无关。……宪法并不是为了体现某一种经济理论，不论是国家与公民的有机关系的家长主义理论，还是放任自由理论。它是为根本不同意见的人们制定的。”——洛克纳案，198 U.S. 75–76（霍姆斯大法官，持不同意见）
霍姆斯指出，有许多限制公民合同自由的美国法律从未被裁定为违宪。作为“古老的例子”，霍姆斯提到了高利贷法律，这些法律规定了贷款利息的最高利率，以及星期日法律，这些法律为了促进基督教对安息日的遵守而禁止在星期日进行某些经济活动。霍姆斯将多数派对第十四修正案的解释类比于19世纪英国社会学家赫伯特·斯宾塞的著作，斯宾塞提出了“适者生存”的术语，其思想后来与社会达尔文主义联系在一起。
“公民有权在不干扰他人同样自由的情况下随心所欲，这对某些著名作家来说是个信条，而这个自由却被学校法律、邮局、每个国家或市政机构所干扰，因为这些机构为了被认为是可取的目的而使用他的钱，无论他是否喜欢。第十四修正案没有规定赫伯特·斯宾塞的社会静态。”——洛克纳案，198 U.S. 75（霍姆斯大法官，持不同意见）
霍姆斯写道，在他看来，只有当一项正式通过的州法律可以合理地被认为“侵犯了美国传统中的基本原则”时，才能依据正当程序条款的自由保障将其判定为违宪，并且他认为烘焙法案显然没有做到这一点。
“每个意见都倾向于成为法律。我认为，当自由这个词在第十四修正案中被认为阻止多数派意见的自然结果时，它就被扭曲了，除非可以说，一个理性和公平的人一定会承认，所提议的法规会侵犯我们人民和法律传统中理解的基本原则。无需研究就可以表明，对我们面前的法规不能进行如此广泛的谴责。”——洛克纳案，198 U.S. 76（霍姆斯大法官，持不同意见）

## 影响
洛克纳案著名在于法官和学者几乎一致同意它的判决是错误的。更重要的是，大法官奥利弗·温德尔·霍姆斯在本案中撰写了最高法院历史上最具影响力的不同意见。——前大法官约翰·保罗·史蒂文斯在2011年所写
最高法院在接下来的三十多年里，对正当程序的司法解释不一致，但在洛克纳案后的几起主要劳工案件中，对州警察权的解释持狭隘观点。例如，在1915年的《科普奇诉堪萨斯州》案中，法院推翻了禁止“黄狗合同”的法规。类似地，在1923年的《阿德金斯诉儿童医院》案中，最高法院认为最低工资法违反了正当程序条款，但首席大法官威廉·霍华德·塔夫脱强烈反对，并建议法院应推翻洛克纳案。实质性正当程序学说与对国会根据宪法商业条款的权力的狭隘解释相结合。在1920年代和1930年代，詹姆斯·麦克雷诺兹、乔治·萨瑟兰、威利斯·范德文特尔和皮尔斯·巴特勒成为最高法院上传统限制政府权力的主要捍卫者，因此被新政的支持者称为“反应四骑士”。这四位法官都信奉放任自由经济学。
1934年，最高法院在《内比亚诉纽约州》案中裁定，没有宪法上的基本权利保护合同自由。1937年，最高法院在《西海岸酒店公司诉帕里什》案中明确推翻了阿德金斯案，暗示洛克纳时代的结束，并否认了合同自由应该不受限制的观念。
尽管最高法院没有明确推翻洛克纳案，但它同意给予州立法机关的决定更多的尊重。几年后，最高法院在《威廉森诉俄克拉荷马州李光学公司》案中一致宣称：“本法院用第十四修正案的正当程序条款来推翻州法律、监管商业和工业条件的日子已经过去了，因为这些法律可能是不明智的、不适当的或与某种思想流派不一致。”

### 现代实质性正当程序
自洛克纳时代结束以来，最高法院对经济自由的限制采取了较低的审查标准。对于侵犯个人自由的立法则采用较高的标准。自1923年麦克雷诺兹大法官在《迈耶诉内布拉斯加州》案中的意见起，这一系列案件确立了一项隐私权，这项权利受到实质性正当程序的保护。最近，在1973年的《罗伊诉韦德》案中，最高法院裁定妇女有权决定是否堕胎。在1992年的《计划生育联合会诉凯西》案中，最高法院重申了这一权利，但不再使用“隐私”一词来描述它。堕胎权后来在2022年的《多布斯诉杰克逊妇女健康组织》案中被推翻。

### 学术界反应
最高法院在洛克纳诉纽约州案中的裁决受到了法律学者的批评。法学教授伯纳德·西根将其描述为“美国历史上最受谴责的案件之一”。根据左倾智库美国进步中心的说法，法律教授们经常将洛克纳案与普莱西诉弗格森案和科雷马斯诉美国案一起作为“法官不应该如何行为”的例子。
洛克纳案有时被用作极右翼宪法理论的代名词。然而，它也受到了保守派和自由意志主义法学家的严厉批评，因为洛克纳案拥护实质性正当程序，这一学说与宪法的原始理解显然相悖。例如，保守派法律学者罗伯特·博克称其为“可憎的”以及“司法篡权的典范”。类似地，前司法部长埃德温·米斯表示，最高法院“无视宪法的限制，公然篡夺了立法权”。西根，自称为自由意志主义者，称其为“司法失职和滥用的象征”。
学者们指出，当第十四修正案在1868年通过时，37个州中的27个州宪法已经采用了洛克的劳动财产理论的引用，通常这样说：“所有人天生自由和平等，享有某些不可剥夺的权利，其中包括享受和捍卫生命与自由，获取和保护财产以及追求和获得安全与幸福的权利。”由于这些条款“深深植根于美国历史和传统”，它们很可能在洛克纳时代的大法官眼中，影响了第十四修正案所保护的基本权利的范围和性质的原始含义。
然而，该裁决也吸引了自由意志主义者的辩护：卡托研究所和学者理查德·埃普斯坦和兰迪·巴内特认为，它正确地保护了经济自由。
巴内特认为，该裁决基本上正确地假定了合同自由，但错误之处在于延续了屠宰场案确立的第十四修正案的误解。根据巴内特的说法，合同自由应当在特权或豁免条款中找到，而不是在第十四修正案的正当程序条款中。大卫·伯恩斯坦在《恢复洛克纳：对抗进步改革的个人权利辩护》中主张，洛克纳案在最高法院的判例中有良好的基础，其对州警察权限制的强调影响了最高法院早期的公民自由和公民权利案件。